# Bulkemsmolen
De Bulkemsmolen is een voormalige watermolen te Simpelveld in de buurtschap Bulkemsbroek die gebruikmaakte van het water van het riviertje de Eyserbeek. Even stroomopwaarts ligt de Oude Molen. Voor de molen was in de Eyserbeek een molentak aangelegd.

## Geschiedenis
In 1753 werd de molen als korenmolen gebouwd. Het houten bovenslagrad met ijzeren schoepen had een doorsnede van 3,9 meter en was 1,2 meter breed. Een eerder rad was slechts 0,6 meter breed. Het rad ring in een bakstenen ombouw aan de zijkant van de boerderij.
In 1950 werd het koppel maalstenen verwijderd om plaats te maken voor een elektrische hamermolen.
De watermolen is een rijksmonument.

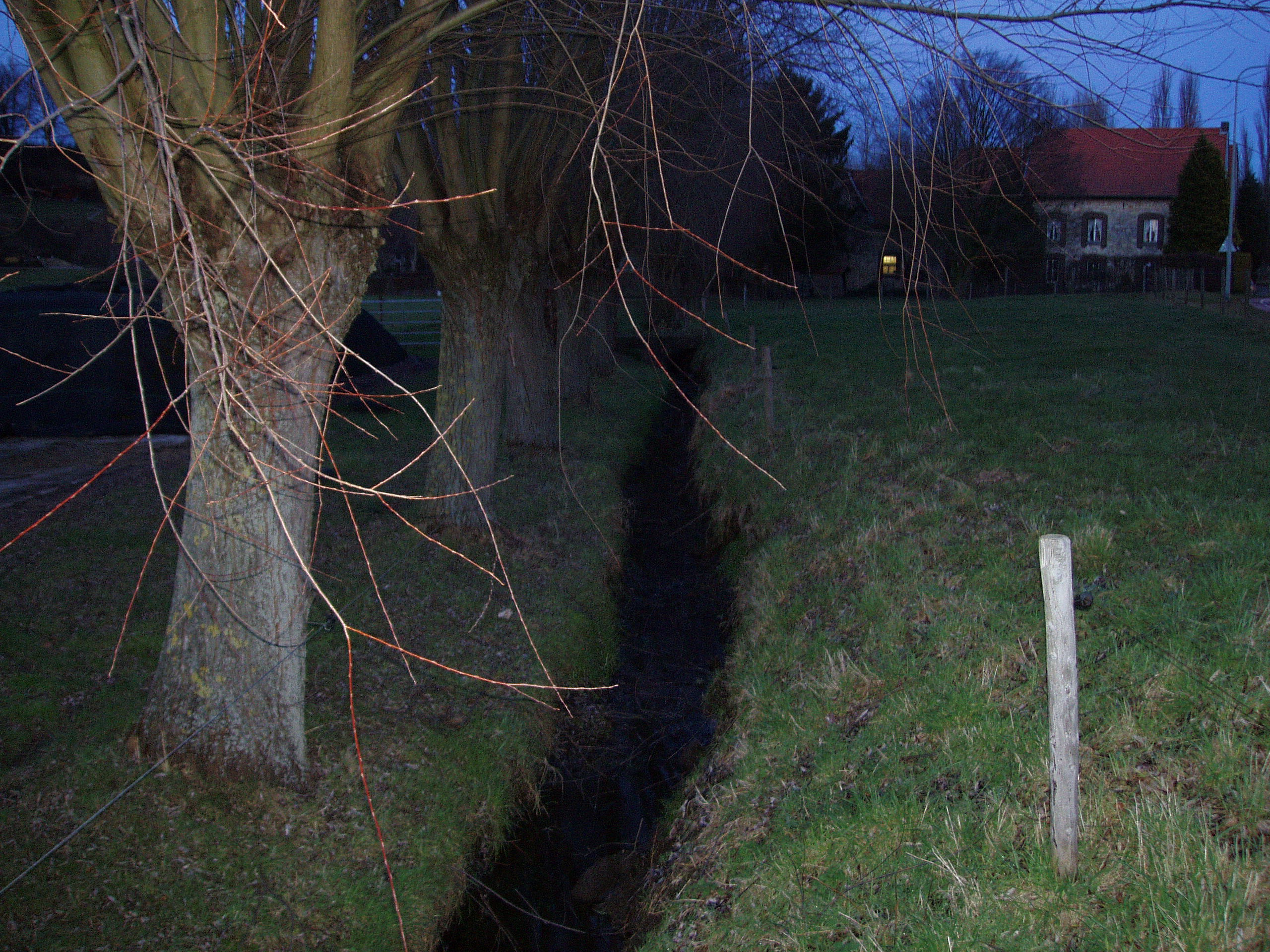
De molentak stroomopwaarts gezien
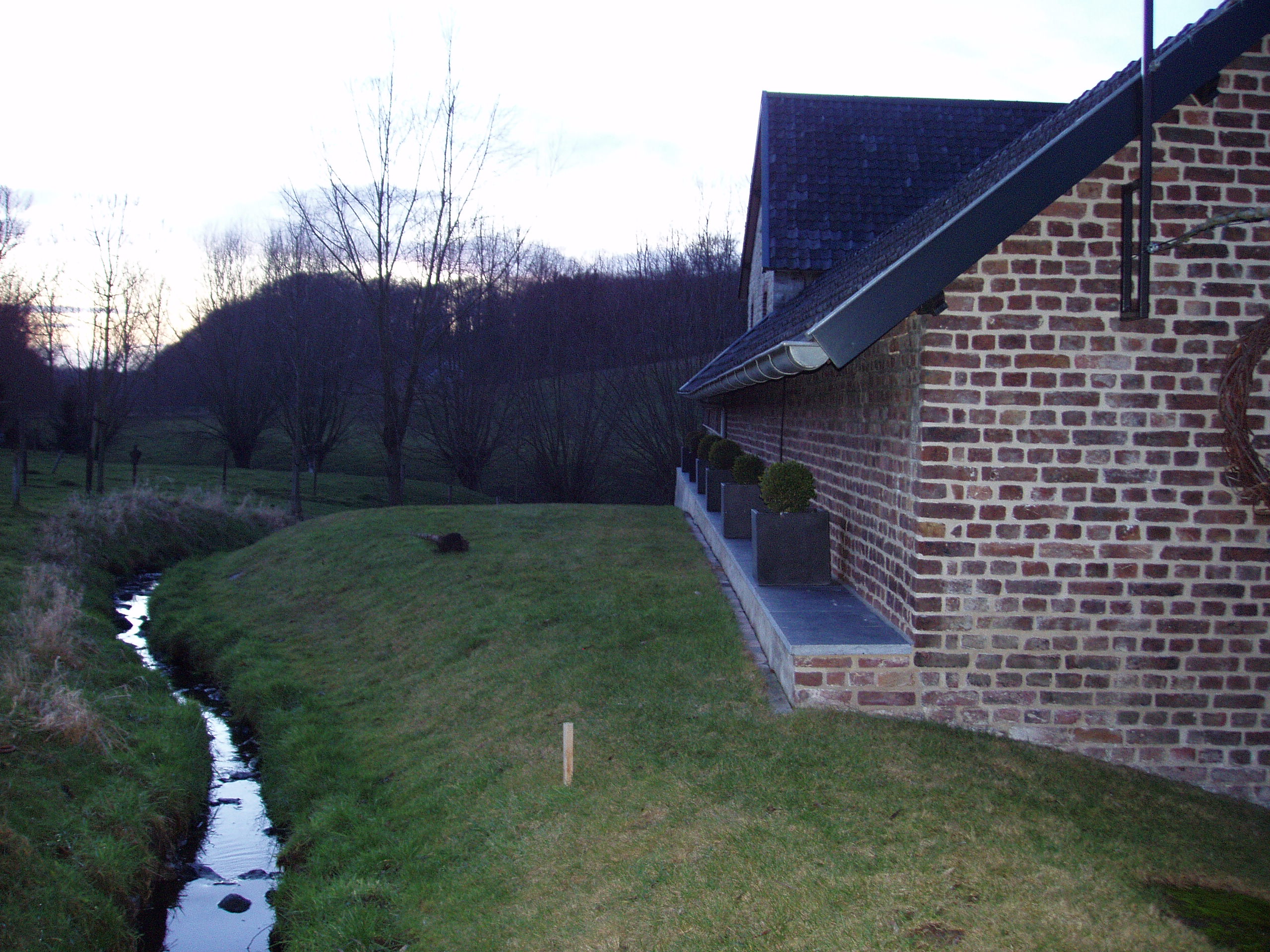
Langs het gebouw liep vroeger de molentak
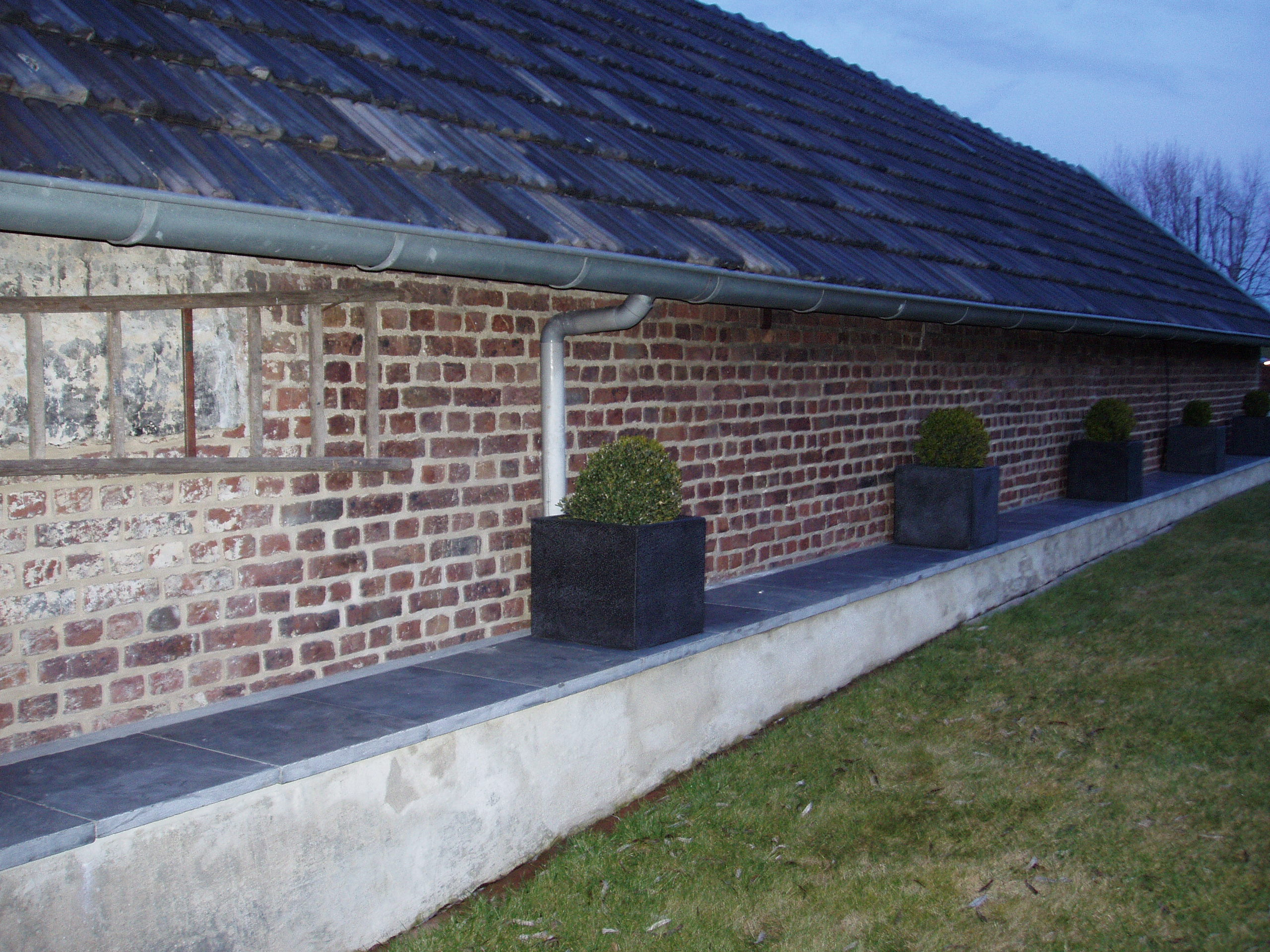
Langs het gebouw liep vroeger de molentak
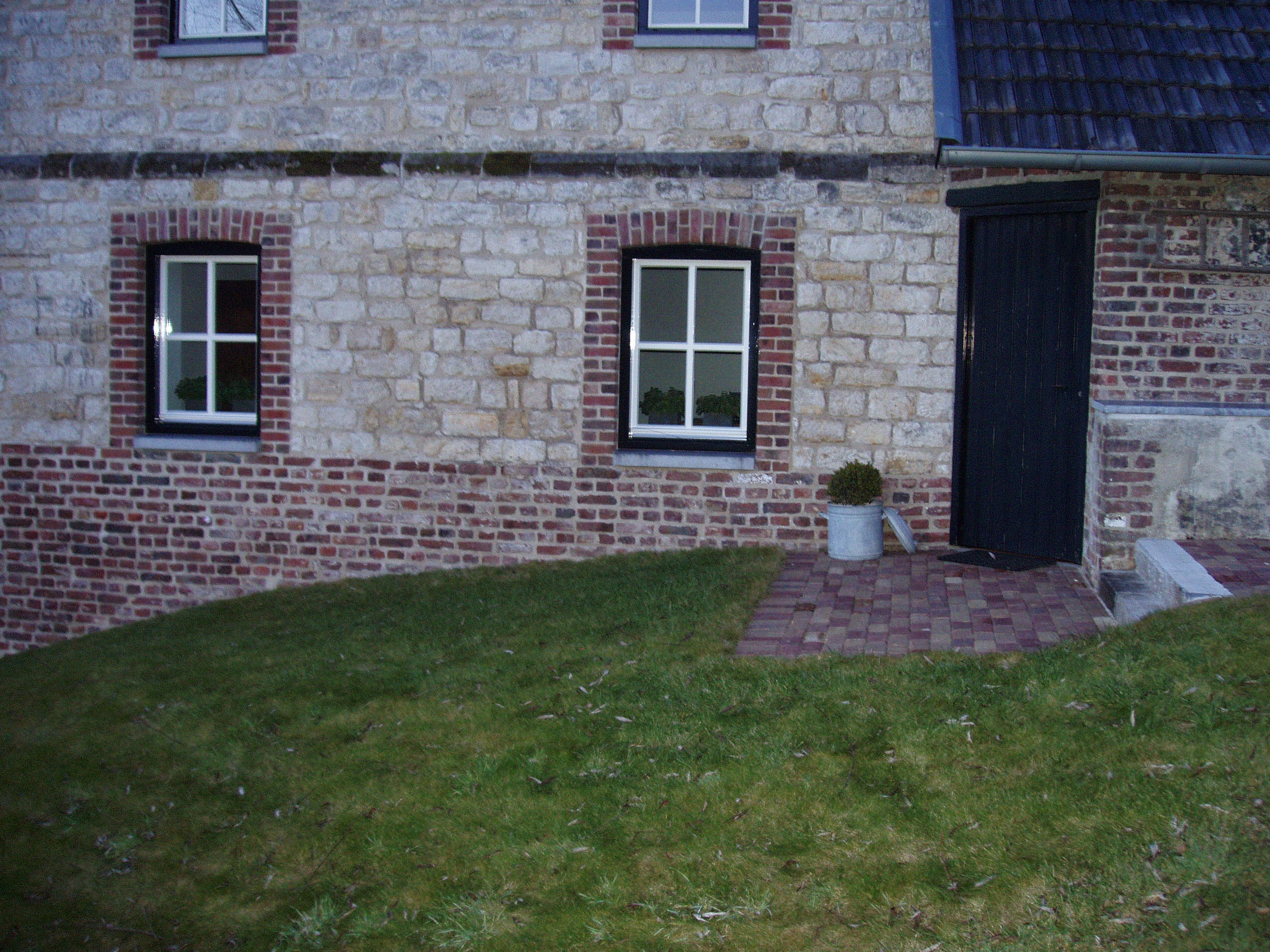
De plaats van het rad